# Закон о чёткости референдума
Канадский зако́н о разъясне́нии (фр. Loi de clarification, L. C. 2000, глава 26), обычно называемый «Законом о чёткости референдума» — федеральный закон, предусматривающий условия в случае отделения одной из провинций. При этом в виду имеется, главным образом, Квебек.

## Причина и цели
Закон был предложен депутатом Стефаном Дионом из Либеральной партии Канады.
Он предписывает процедуру т. н. чёткой формулировки вопроса референдума, когда этот вопрос касается отделения одной из канадских провинций. Он также указывает качественные факторы, которые должны быть рассмотрены для определения, действительно ли голосование на референдуме соответствует чётко выраженному большинству. На основании этого закона чётко сформулированный вопрос референдума и чётко выраженное большинство являются непременными условиями согласия Канады на двусторонние переговоры о порядке отделения одной из своих провинций.
Содержание этого закона навеяно решением Верховного суда Канады от 20 августа 1998 года, озаглавленным Ответ, касающийся отделения Квебека, [1998] 2 R. C. S. 217. Это решение вызвано, собственно говоря, не судебным спором, а просьбой генерал-губернатора в совете представить консультативное заключение вследствие крайне неубедительных результатов референдума 1995 в Квебеке. Таким образом, Закон о чёткости референдума и это решение Верховного суда Канады должны зачитываться вместе, потому что конституционные аспекты отделения исчерпывающе рассматривает именно решение. Последнее замечание может применяться лишь mutatis mutandis в следующем разделе данной статьи.

## Квебекский закон
В ответ на принятие федеральным правительством Закона о чёткости референдума провинциальное правительство Квебека приняло собственный закон, также навеянный вышеупомянутым решением Верховного суда Канады. Этот квебекский закон озаглавлен как Закон об осуществлении основных прав и прерогатив квебекского народа и Государства Квебек, L.R.Q., глава  E-20.2.
Закон делает упор на право на самоопределение народов на основании международного публичного права. В нём сказано, что простое большинство является достаточно чётким выражением права квебекского народа распоряжаться своим положением. Он отстаивает также право территориальной целостности провинции Квебек. Этот закон признаёт также соблюдение прав квебекского англоязычного меньшинства и коренных народов Квебека. Наконец, статья 13 в заключительных положениях этого закона явно противоречит канадскому федеральному закону о чёткости референдума: «Никакой другой парламент или правительство не может ограничивать ни полномочия, права, самостоятельность и законность Национального собрания, ни демократическую волю квебекского народа самому распоряжаться своим будущим».

## Взаимодействие двух законов
Конституционная действительность каждого из этих двух законов и возможное соблюдение их положений, по всей видимости, останутся неясными до подготовки нового референдума. Как бы то ни было, Верховный суд Канады высказался по существу, что демократическое голосование само по себе не будет иметь юридических последствий, потому что отделение канадской провинции будет конституционно действительным лишь после переговоров между федеральным правительством и правительством провинции, чётко выраженное большинство населения которой изъявило своё желание больше не входить в состав Канады.
Верховный суд Канады добавляет, что одностороннее фактическое отделение провинции будет идти вразрез с канадской конституцией, но может, однако, быть признано международным сообществом и что такое признание может возникнуть в результате поведения провинции и федерального правительства. Таким образом, эти два закона фактически зависят от добросовестности или недобросовестности при переговорах об отделении, что может повлиять на международное признание его законности, ведь на основании неписаных конституционных принципов Канады две стороны обязаны вести переговоры.

## Закон о чёткости референдума в контексте международного права
22 июля 2010 Международный суд вынес решение об одностороннем объявлении независимости Косово. Суд постановил, что это объявление соответствовало международному праву.
В своём решении суд определил, что этот вопрос должен рассматриваться в рамках международного, а не внутреннего права. С этой целью в решении ни в военном, ни в каком-либо другом отношении не упоминается конкретный случай с Косово и отклонение сербской правовой системы («внутреннего права»). Это положение лишает смысла канадский закон о чёткости.
Кроме того, суд не требует проведения референдума в подобных случаях.